# 杜同
杜同（1923年—？），男，四川南充人，中国水力机械专家，曾任四川工业学院院长、教授，第六届全国政协委员。